# Circuit de Paris
Das Straßenradrennen Circuit de Paris war ein französischer Radsportwettbewerb, der als Eintagesrennen veranstaltet wurde.

## Geschichte
1919 wurde das Rennen von der Tageszeitung „L’Intransigeant“ als Wettbewerb für Amateure und Berufsfahrer begründet und bis 1945 veranstaltet. Es hatte 26 Austragungen und wurde von Suresnes nach Paris oder von Versailles nach Paris gefahren.

## Palmarès
- 1919  Romain Bellenger
- 1920  Jean Hillarion
- 1921  Romain Bellenger
- 1922  Henri Pélissier
- 1923  René Vermandel
- 1924  Jules Vanhevel
- 1925  Charles Lacquehay
- 1926  Achille Souchard
- 1927  Maurice Depauw
- 1928  Jean Bidot
- 1929  Émile Joly
- 1930  Émile Joly
- 1931  Alfred Haemerlinck
- 1932  Léon Tommies
- 1933  Paul Chocque
- 1934  Charles Pélissier
- 1935  René Le Grevès
- 1936  Romain Maes
- 1937  Karel Kaers
- 1938  Théo Pirmez
- 1939  Maurice Cacheux
- 1940 nicht ausgetragen
- 1941  Paul Maye
- 1942  Paul Maye
- 1943  Albertin Dissaux
- 1944  Émile Idée
- 1945  Lucien Vlaemynck